# Selsawet Muchawez
Der Selsawet Muchawez, Muchawezki Selsawet (belarussisch Мухавецкі сельсавет; russisch Мухавецкий сельсовет) ist eine Verwaltungseinheit im Rajon Brest in der Breszkaja Woblasz in Belarus. 
Das Zentrum des Selsawets ist die Siedlung Muchawez. Muchawezki Selsawet liegt im Zentrum des Rajons und umfasst 13 Dörfer und 1 Siedlung.

## Orte
- Cherma
- Huli
- Kameniza-Schyrawezkaja
- Litwiny
- Losy
- Muchawez
- Padlesse-Kamjanezkaje
- Padlesse-Radwanizkaje
- Sabalazze
- Sakij
- Saslutschna
- Semisosny
- Wouki
- Wulka-Sastauskaja